# Ken Saro-Wiwa
Ken Saro-Wiwa (celým jménem Kenule Beeson Saro-Wiwa (10. října 1941 – 10. listopadu 1995) byl nigerijský scenárista a spisovatel, který se věnoval ochraně práv obyvatel delty řeky Niger.
V roce 1990 založil „Hnutí za přežití národa Ogoni“ (MOSOP – Movement for the Survival of the Ogoni People), které ostře kritizovalo chování ozbrojených skupin britsko-nizozemské ropné firmy Royal Dutch Shell. Společnost proto zastavila v roce 1993 těžbu v oblasti a nigerijská vojenská vláda následně zakázala MOSOP. V roce 1994 uvěznila Saro-Wiwu a řada členů MOSOP byla povražděna režimem diktátora Saniho Abachi. Přes protesty světové veřejnosti byl Saro-Wiwa popraven oběšením v Port Harcourt 10. listopadu 1995. Stejný osud potkal i dalších osm čelných představitelů hnutí.
Firma Shell svou spoluúčast dodnes odmítá. Po vleklých právních sporech a pod hrozbou soudního procesu s rodinami obětí však přistoupila na mimosoudní vyrovnání s příbuznými popravených ve výši 15,5 miliónu dolarů. Stalo se tak v červnu 2012, jen několik dní před příjezdem syna Ken Saro-Wiwy do USA a začátkem soudního procesu v New Yorku. 